# 來維禮
來維禮（?—?），甘肅省西寧府西寧縣人，清朝政治人物、進士出身。
光緒九年（1883年），参加癸未科殿試，登進士二甲97名。同年五月，著以主事分部学习。